# Insta360
Insta360（インスタ360）とは深圳嵐ビジョン株式会社（本社：広東省深圳）のカメラブランド。アクションカメラ、360度カメラ、180-3Dカメラなどがある。

## 歴史
Insta360 CEOのJK Liu（劉靖康）は、南京大学でコンピューターサイエンスを学び、共同設立者に出会った。
彼は学友と、大学のイベントや講義をオンラインで共有するためのライブストリーミングプラットフォームを作成、ライブイベントを放送することに興味を持ち、360度の写真を研究した。
卒業後、Liuと彼のチームは深圳に移り、2014年9月に深圳嵐ビジョン株式会社を設立。当時の一般的な商品仕様ではニーズを満たせていなかったため、360度カメラの開発と製造を開始し、Insta360シリーズは成長した。
Insta360シリーズは世界各国で販売されるようになり、2018年時点で深圳嵐ビジョン株式会社は、300人を超える従業員のチームを抱えている。
2019年9月、日本支社の「Insta360 Japan」は東京に設立された。
2023年、200以上の国と地域で販売しており、パノラマカメラの世界シェアは4割以上となっている。

## 製品
Insta360 GO 2
2021年03月12日発売。4メートルの防水機能を搭載。モニターは搭載せず、Wi-Fi接続したスマートフォンからリアルタイムプレビューでの確認が可能。
質量は26.5gで、アクセサリーを利用して様々な場所に装着できる「どこでもマウント」に対応。
Insta360 ONE X2
2020年10月28日発売。10メートルの防水機能を搭載。モニター搭載で映像を確認しながらの撮影が可能。
360度のライブ配信や、マルチビュー撮影、自分を中心に映像が回転する「バレットタイム」などに対応。
Insta360 ONE R
2020年1月発売。液晶部とレンズ部とバッテリー部をモジュール化したアクションカメラ。レンズモジュールを変えることで、アクションカメラとしても360度カメラとしても使用することができる。ライカ社と提携開発した、1インチセンサーを搭載したレンズモジュールが販売されている。
- 360度モジュール - 360度撮影できるレンズモジュール。5.7Kで360度撮影ができる。 FlowStateによるブレ補正機能が利用できる。
- 4K広角モジュール - 35mm換算16.4mmの広角レンズを搭載したモジュール。4K/60fpsの動画記録が可能でアクションカメラとして使用できる。 FlowStateによるブレ補正機能が利用できる。
- 1インチ広角モジュール - ライカ社と共同開発したレンズ。35mm換算14.4mmの広角レンズを搭載したモジュール。5.3K/30fpsの動画記録が可能でアクションカメラとして使用できる。 FlowStateによるブレ補正機能が利用できる。
- バッテリーベース
- 大容量バッテリーベース

Insta360 GO
2019年9月発売。わずか20グラムの非常に軽量なアクションカメラ。15/30/60秒の180度のビデオクリップを撮影できる。
FlowStateによるブレ補正機能が利用できる。
Insta360 EVO
2019年3月発売。180度撮影できる2つのカメラが搭載されており、閉じて使うと360度撮影ができ、開いて使うと180度の3D撮影ができる。
Insta360 Pro 2
2018年8月に発売。
Insta360 Proの上位モデル。プロの写真家や映画製作者向けに設計されたVRカメラ。
8K/3D/VRで撮影ができる。
Insta360 ONE X
2018年10月に発売。5.7Kで360度撮影ができる。FlowStateによって非常に安定したブレ補正機能が利用できる。
Insta360  ONE
2017年8月に発売。4K 360度撮影ができる。
Insta360 Pro
CES2017で発表された。プロの映画製作者や写真家向けに設計された8K 360度カメラ。
Insta360 Nano S
iPhoneに取り付け、利用する360度カメラ。
ライブストリーミングやビデオチャット用のVRコンテンツを作成できる。
Insta360 Nano
2016年7月にリリース。
iPhoneに取り付け、利用する360度カメラ。
Insta360 Air
2017年3月にリリース。
Androidに装着し、利用する360度カメラ。
廃盤となっている。